# West Malling
West Malling ist eine alte Marktstadt und ein Civil Parish in der englischen Grafschaft Kent und Verwaltungssitz des Bezirks Tonbridge and Malling. Sie liegt etwa 50 km (32 mi) südöstlich von London. Maidstone, Sitz der Grafschaft Kent, liegt etwa 13 km (8 mi) östlich. 2011 lebten in West Malling 2.590 Einwohner.

## Sehenswürdigkeiten
- Leonard’s Tower, normannischer Burgturm am südlichen Ortsrand
- Alte Benediktinerinnen-Abtei, St. Mary's Abbey, 1090 von Bischof Gundulf von Rochester gegründet,  seit 1916 von anglikanischen Benediktinerinnen genutzt

## Verkehrsanbindung

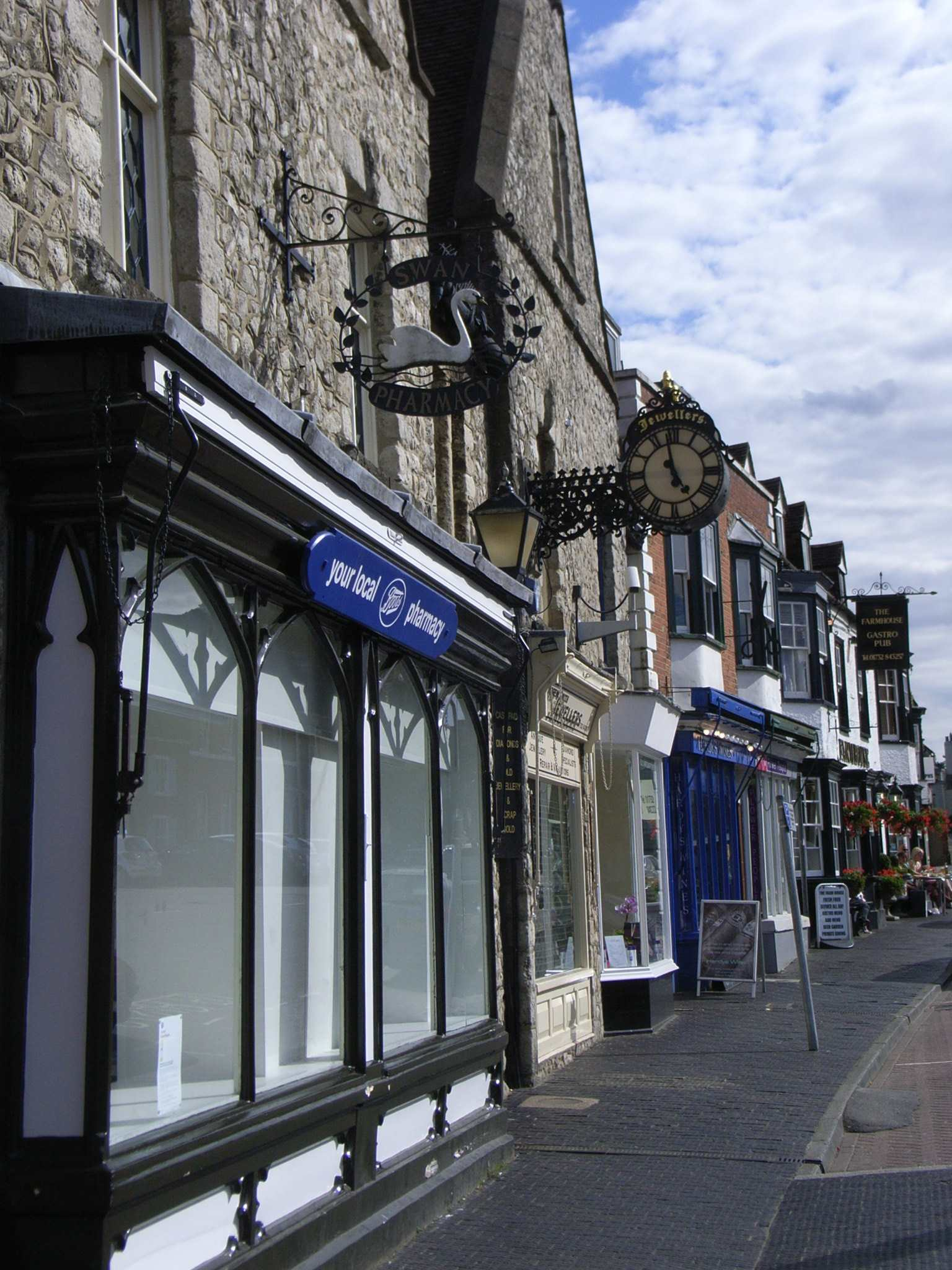
Häuser in der High Street

Die South-Eastern-Main-Line-Eisenbahnlinie verbindet den Ort mit London und Maidstone. Der Bahnhof liegt östlich des bebauten Ortskerns.
Die Autobahn M 20 verläuft nördlich des Ortes und kreuzt die A228 im Nordosten. Über die Anschlussstelle Nr. 4 besteht eine Zu- und Abfahrt.

## Sonstiges
Im Jahr 1967 drehte die Band The Beatles hier Szenen für den Film Magical Mystery Tour.

## Nachweise
1. ↑  2011 Census: Parish population. (PDF) Abgerufen am 6. September 2020.

Koordinaten: 51° 18′ N, 0° 25′ O